# Sandavágsstein

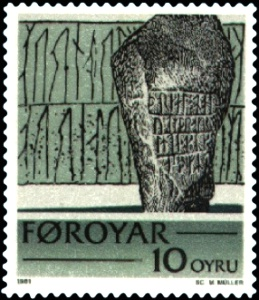
Der Runenstein von Sandavágur auf einer Briefmarke (die Inschrift im Hintergrund stammt vom Kirkjubøstein.)

Der Sandavágsstein (färöisch Sandavágssteinurin) ist ein Runenstein, der 1917 in Sandavágur auf den Färöern gefunden wurde. Er stammt wahrscheinlich aus dem 12. Jahrhundert. Der Stein befindet sich heute in der Kirche in Sandavágur.
Die Inschrift lautet:
þorkæl : onondarsun : austmaþrafruhalande : bygþe : þena : staþ : fyst
Im standardisierten Altnordisch:
Þorkell Onondarsonr, austmaðr af Rogalandi, bygði þenna stað fyrst.
Deutsch:
Torkil Onundarson, Ostmann aus Rogaland, bewohnte diese Stätte zuerst.
Ein Ostmann ist aus der Perspektive der Färinger und Isländer ein Norweger. Der Stein belegt also, dass an dieser Stelle der erste Siedler ein Norweger war, und zwar Torkil, der Sohn des Onundur (in der heutigen Schreibweise der färöischen Personennamen).
Der Sandavágsstein ist neben dem Kirkjubøstein und dem Fámjinsstein einer von drei bekannten färöischen Runensteinen und stellt nach dem Kirkjubøstein das zweitälteste erhaltene Schriftzeugnis der Färöer dar.